# Route nationale 101 (Argentine)
Pour les articles homonymes, voir Route nationale 101.

Tracé de la route nationale 101 argentine.

La route nationale 101 est une route argentine, qui traverse la Province de Misiones, reliant le Parc national d'Iguazú près de Puerto Iguazú à la frontière avec le Brésil près de Bernardo de Irigoyen. Elle a une longueur totale de 145 km.

## Villes traversées
- Puerto Iguazú
- San Antonio
- Bernardo de Irigoyen